# Koma (Roman)
Koma (Originaltitel Politi, deutsch „Polizei“) ist ein Kriminalroman des norwegischen Autors Jo Nesbø aus dem Jahr 2013. Es ist der zehnte Teil der Harry-Hole-Serie.

## Handlung
Die Handlung von Koma schließt nahtlos an den Vorgängerroman Die Larve an. Harry Hole hat die vom Sohn seiner Lebensgefährtin Rakel Fauke abgegebenen Schüsse durch seine schusssichere Weste überlebt und unterrichtet an der norwegischen Polizeihochschule in Oslo.
Währenddessen werden am Jahrestag von ungeklärten Morden Polizisten, die an den Ermittlungen beteiligt waren, an den damaligen Tatorten getötet. Die Ermittlungsgruppe des Dezernats für Gewaltverbrechen, Harry Holes ehemaliger Abteilung, unter der Leitung von Gunnar Hagen und dem neuen Polizeipräsidenten Mikael Bellmann kommt trotz aller Bemühungen in den Ermittlungen um den von der Presse genannten Polizeischlächter nicht voran. Die ehemaligen Kollegen von Harry wenden sich an ihn und überzeugen ihn, wie auch den Psychologen Ståle Aune, an dem Fall mitzuarbeiten.
Harry ist zuerst nicht davon überzeugt, dass es gut für ihn wäre, wieder als Ermittler zu arbeiten. Er hat Angst, dass ihn die Arbeit und seine Alkoholsucht zerstören könnten. Nachdem aber auch seine Freundin Beate Lønn, Leiterin der Kriminaltechnik, brutal ermordet wird, entschließt sich Harry Hole zur Aufnahme der Ermittlungen.
Nachdem er den Polizeischlächter identifiziert hat und dessen Sprengfalle an einem weiteren ehemaligen Tatort entkommen ist, bringt der Täter Rakel und ihren Sohn Oleg in seine Gewalt. Mit Hilfe eines alten Tricks zur verdeckten Geschenkübergabe kann Harry unbemerkt eine Pistole an Rakel übergeben, die den Polizeischlächter schließlich erschießt. Um Oleg vor der Strafverfolgung für den Mord an Gusto Hanssen, den dieser in Die Larve mit derselben Pistole beging, zu schützen, verwischen sie gemeinsam die Spuren und täuschen den Selbstmord des Polizeischlächters vor.
Am Ende des Buches heiraten Rakel und Harry und ein Ende der Reihe wird angedeutet, während gleichzeitig weiterhin Verbrechen in Oslo begangen werden.

## Ausgaben
Die norwegische Originalausgabe erschien 2013 unter dem Titel Politi im Verlag Aschehoug & Co (ISBN 978-82-03-35294-2). Die deutsche Ausgabe wurde ebenfalls 2013 unter dem Titel Koma im Ullstein Verlag (ISBN 978-3-550080-13-5) in Übersetzung von Günther Frauenlob veröffentlicht. Die Übersetzung wurde dabei als „grandios“ gelobt.
Darüber hinaus wurden von dem Roman auch ein Hörbuch von Hörbuch Hamburg sowie ein E-Book von Ullstein eBooks veröffentlicht.

## Rezensionen
„In den oft dialoglastigen, aber auch ohne billige Action jederzeit spannenden Szenen geht es dem 53 Jahre alten Krimiautor um mehr. Nesbø schildert Oslos Polizei als Nährboden für Korruption, arrogante Rücksichtslosigkeit und kleingeistige Homophobie, aber auch als Kreativmilieu für eine ganze Reihe hochkompetenter und zutiefst menschlicher Ermittler. Beide Seiten der Medaille werden in „Koma“ so virtuos zum Vorschein gebracht wie noch nie in dieser Romanreihe.“

„Auch wenn Nesbø es in "Koma" streckenweise doch wieder schafft, die für ihn typische Spannung aufzubauen, und wenn das Geschick, mit welchem er ein hochkompliziertes Krimi-Konstrukt erschafft, Bewunderung verdient: Hätte die Hole-Reihe mit "Die Larve" ihr Ende gefunden, es wäre ein beeindruckender, ein mutiger und würdiger Abschluss gewesen. Vielleicht ist die Zehn doch keine magische Zahl.“

„Mit kräftiger Sprache, hohem Tempo und raffinierten erzählerischen Tricks überzeugt Jo Nesbø erneut.“